# Juan Carlos Aduviri
Juan Carlos Aduviri (El Alto, Bolivia, 1 de febrero de 1976) es un actor y profesor boliviano de cinematografía. Miembro del Movimiento del Nuevo Cine y Video Boliviano. En 2018 fue nominado en España al Premio Goya al mejor actor revelación por su papel principal en También la lluvia, película dirigida por Icíar Bollaín rodada en Bolivia. También ha trabajado en el cortometraje británico, Salar (2011), Refugiados (2013) y Cisne Eléctrico (2019) entre otras producciones nacionales e internacionales.

## Trayectoria
Juan Carlos Aduviri nació el 1 de febrero de 1976 en la localidad de El Alto, cercana a la capital de La Paz, Bolivia. Es el sexto de siete hermanos. Proviene de una familia minera. Estudió secundaria en la ciudad de El Alto donde nació. Igualmente, realizó estudios de cinematografía en la Escuela Municipal de Artes de El Alto, donde es profesor. Domina la lengua aymara y ha sido camarógrafo, editor montajista y productor. También ha estudiado mímica, siendo alumno de Philippe Bizo.
Participó como actor en el largometraje“También la lluvia”(2010) dirigido por la española Iciar Bollain. La película está basada en hechos reales que sucedieron en el año 2000 y se rodó donde sucedió. Aduviri da vida a Daniel, líder en la lucha por la guerra del agua que –como en la vida real- termina inesperadamente participando en una película, en la cual le toca jugar el papel de Hetuey, líder indígena que inicia una revuelta contra la opresión hispana. Este trabajo le mereció una nominación a los premios Goya en la categoría de Mejor Actor Revelación 2010, y que le brindó un premio como Mejor actor en el festival europeo de cine “Les Arcs”.
En 2011, fue galardonado como Mejor Actor en el Festival Internacional Grand Off en Polonia por el cortometraje británico “Salar", del director inglés Nickolas Greens. 
En 2013 protagonizó la película “Bolishopping”, del director Pablo Stigliani de producción argentina. Cuenta la historia de un trabajador de costura boliviano en Buenos Aires. El protagonista sufre la explotación del dueño de un taller de costura clandestino, un argentino que se aprovecha de la necesidad de trabajo del inmigrante boliviano. 
En 2016 fue uno de los protagonistas en la comedia “Cuerpo de Elite” del director Joaquín Mazón. Un año más tarde rodó en España "Oro" de Agustín Díaz Yanes. 
Es miembro del Movimiento del Nuevo Cine y Video Boliviano de la ciudad de El Alto. 
Fue nombrado“Embajador Boliviano, Alteño del Arte ”por el Gobierno Autónomo Municipal de la ciudad de El Alto en su natal Bolivia.

## Filmografía
- Vaca grasosa (2007) corto guion, dirección y producción
- También la lluvia (personaje:Daniel / Atuey), (2010) largometraje, dirección: Icíar Bollaín
- Salar (2011) cortometraje dirigido por Nickolas Greens[6]

- Refugiados (2013) cortometraje
- Gobor (2013) documental dirigido por Sebastián Alfie [7]
- Bolishopping (2014) largometraje del director Pablo Stigliani[8]
- Cuerpo de élite (2016) largometraje dirigido por Joaquín Mazón
- Oro (2017) largometraje dirigido por Agustín Díaz Yanes.[9]
- Muralla (2018) dirigido por Rodrigo Patino[10]
- Cisne eléctrico (2019) Mediometraje. Guion y dirección: Konstantina Kotzamani[11]
- King Kong en Asunción (2020) largometraje dirigido por Camilo Cavalcante  Bolivia, Brasil, Paraguay[12]
- Cielo (2025)[13] largometraje dirección: Alberto Sciamma.

## Premios y reconocimientos
- 2010 nominación a los premios Goya en la categoría de Mejor Actor Revelación 2010 por También la lluvia[14]
- 2010 Premio como Mejor actor en el festival europeo de cine “Les Arcs” por También la lluvia[5]
- 2011 premio Mejor Actor en el Festival Internacional Grand Off en Polonia por "Salar".